# Jakob Scherer
Jakob «Kobi» Scherer (* 20. April 1931 in Erstfeld; † 1970) ist ein ehemaliger Schweizer Radrennfahrer.

## Sportliche Laufbahn
Jakob «Kobi» Scherer war Teilnehmer der Olympischen Sommerspiele 1952 in Helsinki. Im olympischen Strassenrennen schied er beim Sieg von André Noyelle aus. Die Mannschaft der Schweiz kam mit Rolf Graf, Josef Schraner, Fausto Lurati und Scherer in der Mannschaftswertung auf den 9. Rang. 1954 und 1955 startete er als Berufsfahrer. Sein bestes Resultat als Profi war beim Sieg von Max Schellenberg der 6. Platz in der Meisterschaft von Zürich 1955.